# Atlas of Genetics and Cytogenetics in Oncology and Haematology
Atlas of Genetics and Cytogenetics in Oncology and Haematology — собрание ресурсов по генам и хромосомным аномалиям при гематологических и солидных опухолях, а также заболеваниях c предрасположенностью к онкологии, которое было создано в 1997 году Jean-Loup Huret (с биоинформатикой Филиппа Дассена). Этот проект представляет собой интернет-ресурс и включает в себя: написанные в энциклопедическом стиле справочные материалы, традиционные обзоры, описание клинических случаев, ссылки на веб-сайты и базы данных, посвященные онкологии и / или генетике, а также учебные материалы, переведенные на несколько языков.
Начав свою деятельность с 90-х годов и накопления данных по цитогенетике, на сегодняшний день Атлас объединяет на одном веб-сайте различную информацию: по генам и их функциям, клеточной биологии (например, апоптоз и т. д.), патологии, цитогенетике, медицинской генетике, гематологическим и солидным опухолям, наследственным нарушениям, связанным с повышенным риском развития онкологии. Этот совокупный материал даёт более широкое и глобальное представление об онкогенетике, в то время как, обычно эти данные публикуются разрозненно.
Дополнительные материалы можно получить на сайте ассоциации, отвечающей за Атлас.
Атлас является частью геномного проекта и участвует в исследованиях по эпидемиологии рака.
Атлас используется:
1. Исследователями, изучающими цитогенетику, молекулярную и клеточную биологию;
2. Врачами клиницистами, гематологами, цитогенетиками, патологами как университетских клиник, так и больниц общего профиля, где он является одним из редких бесплатных ресурсов. Атлас также используется клиническими ординаторами в области гематологии или онкологии как учебно-образовательный материал;
3. Студентами, обучающимися в области медицины и естественных наук.[5]

Атлас сочетает в себе различные знания: о генах и их функции, клеточной биологии, патологии, цитогенетике, а также медицинской генетике с наследственными заболеваниями, связанными с повышенным риском развития онкологии.  Это дает более широкий и глобальный взгляд на онкогенетику, в то время как эти данные обычно разрозненны. Атлас – единственный сайт по генетике, где сообщается о прогностическом значении генетических аномалий. Dan van Dyke высказался об Атласе, как «универсальном инструменте, объединяющем информацию о генетике рака», а Lidia Larizza назвала Атлас «междисциплинарным ресурсом». Felix Mitelman сказал: «Этот систематический сбор цитогенетических и генетических аберраций (…) молекулярных результатов (…) и клинических последствий превратился в поистине монументальный энциклопедический труд огромной важности»; а Janet Rowley заявила: «В будущем я, несомненно, буду полагаться на ваш веб-сайт, а не буду пытаться сама следить за литературой».
Финансовая поддержка Атласа осуществляется благодаря научным обществам, благотворительным организациям, а также частным жертвователям.
К 2020 году Атлас имеет в своем собрании 1558 обзорных статей по генам, 781 — по гематологическим опухолям, 223 — солидным опухолям, 118 — заболеваниям с предрасположенностью к развитию онкологии, 120 статей с глубоким анализом смежных с онкогенетикой вопросов, 98 клинических случаев, 128 образовательных лекций, 63327 внутренних и 756 642 внешних ссылок, что составляет в итоге 135699 файлов. Атлас имеет 3713 авторов из разных стран (США — 1008, Франции — 406, Италия — 300, Япония −195, Испания — 182, Германия — 173, Великобритания — 157, Китай — 138, Бразилия — 101, Россия — 32 и т. д.). Включает иконографии более 35 000 изображений.
В 2018 году Jesús María Hernández Rivas (Саламанка, Испания) и Paola Dal Cin (Бостон, Массачусетс) присоединились к Jean-Loup Huret в качестве соредакторов, а с апреля 2021 года Alessandro Beghini (Милан, Италия) и João Agostinho Machado-Neto (Сан-Паулу, Бразилия) замещают Jean-Loup Huret .
С 1997 года Атлас публикуется как научный журнал открытого доступа CNRS-INIST, индексируемый с 2018 года в Scopus.